# Текели, Пётр Абрамович
Пётр Абрамович Текели, также Текелли; Текели-Попович (серб. Поповић Текелија; 1720, Сербия — 1793, Новомиргород, Елисаветградский уезд, Екатеринославское наместничество) — генерал-аншеф русской армии, участник многих войн, ликвидировал Запорожскую Сечь.

## Начало военной карьеры
Родился в старинной сербской дворянской семье Текели. Военную службу начал в Австрии, принимал участие в войне за австрийское наследство. В 1747 году переселился в Россию, был принят в войска в звании поручика.
Начал Семилетнюю войну секунд-майором, 19 (30) августа отличился в сражении при Гросс-Егерсдорфе, во время которого был ранен. За участие в бомбардировке крепости Кюстрин получил звание подполковника, участник битв при Цорндорфе, при Пальциге и Кунерсдорфского сражения (в Силезии, ныне Куновице на западе Польши, в 4 км на восток от города Франкфурт-на-Одере), а также Берлинской экспедиции 1760 года, где отличился при разгроме арьергарда отступавшего в Шпандау корпуса генерала Гюльзена (ему удалось захватить 2 пушки и более сотни пленных).
Командуя гусарами, неоднократно побеждал в «шармицелях» т. н. «малой войны», так, 2 (13) октября 1761 он со своим отрядом под местечком Гольнау разбил отряд пруссаков, шедший из Штеттина к Кольбергу с запасами пороха и бомб, овладел обозом и военными снарядами. Последние месяцы Семилетней войны прослужил под начальством Румянцева, играл заметную роль при осаде Кольберга (на побережье Балтийского моря, ныне Польша). После войны за свои в ней заслуги был произведён в полковники.

## Русско-турецкая война 1768—1774 годов
При Екатерине II в 1764—1768 годах сражался в Польше против конфедератов и «за благоразумныя распоряжения» заслужил похвалу от военной коллегии и был повышен в звании до бригадира.
С начала турецкой войны вновь на передовой: в 1769 году участвует в ряде битв под Хотином, вместе с остальной армией вступил в пределы Валахии, в январе 1770 года, командуя правым флангом, был в битве при Фокшанах, в том же месяце разбил турок при Браилове, а в феврале — под Журжей; летом принял деятельное участие в генеральных сражениях, происшедших в июле-августе, отличился, отбив у неприятеля взятое им раньше русское знамя. За всё это был награждён званием генерал-майора и орденом св. Анны 1-й степени. В 1771 году командовал авангардом генерал-фельдмаршала графа Румянцева, состоявшим из 7 батальонов пехоты и трёх полков конницы. Совместно с генералом Эссеном сразился в составе 8-тысячного отряда при урочище Попешти с 45-тысячной турецкой армией и, несмотря на малочисленность, сумел отбросить её, овладев 14 орудиями и взяв в плен до 2000 человек.
В последующие годы был во многих более или менее крупных сражениях, в одном из них овладев несколькими десятками пушек и всем обозом верховного визиря. 17 (28) марта 1774 был произведён в генерал-поручики, а в декабре того же года награждён орденом св. Георгия 3-й степени.

## Усмиритель «своеволия» запорожцев
После окончания войны с Турцией и заключения Кючук-Кайнарджийского мира командует, в отсутствие князя Потёмкина, войсками, расположенными в Новороссийском крае.
Желая положить конец своеволию запорожских казаков, Екатерина II в мае 1775 года повелела ему ликвидировать Запорожскую Сечь. Текели во главе значительных сил немедля выступил в поход из крепости Святой Елисаветы, где тогда квартировал. Уже 25 мая он занял основные стратегические пункты Войска Запорожского, с конно-пехотной дивизией и артиллерией подошёл к самой Сечи, вызвал к себе всех старшин и зачитал им царский манифест. Несколько дней казаки бурно спорили. Кто-то советовал покориться, кто-то настаивал на сопротивлении. Надо отдать должное выдержке и дипломатическому такту Текели: в значительной степени благодаря им дело завершилось без пролития крови — Сечь склонилась пред волей императрицы, пожаловавшей Петра Абрамовича за «запорожское стояние» орденом св. Александра Невского.
Предание говорит, что за усмирение Сечи Екатерина II предложила Текели самому выбрать себе любую награду. Он же лаконически ответил: «Прости Хорвата» (к тому времени Иван Хорват, земляк и друг Текели, основатель Новой Сербии, уличённый в многочисленных злоупотреблениях, был лишен всех чинов и сослан в Вологду). Заступничество Петра Абрамовича помогло — Иван Хорват был помилован Екатериной II 3 декабря 1775 г., ему был возвращён воинский чин, его имения и позволено проживать в них. С 1776 г. Хорват мирно жил в своих владениях, где и скончался.

## В конце жизненного пути
После уничтожения независимости Сечи был назначен главнокомандующим 18-тысячной армией, охранявшей безопасность русских границ на восточном берегу Чёрного моря. В 1786 году был пожалован в генерал-аншефы, в следующем году назначен шефом Нижегородского драгунского полка, а в апреле 1789 года, отягчённый годами и болезнями, подал прошение об отставке, которую и получил. Незадолго перед смертью в 1793 году ослеп.
До нас дошел текст эпитафии с могилы Текели в новомиргородском Николаевском соборе. Придел собора во имя первоверховных апостолов Петра и Павла обустраивался и благоукрашался на средства Петра Абрамовича, потому-то его и похоронили здесь. В 1938 году собор взорвали, могилу генерала, где ещё сохранялись фрагменты мундира с золотым шитьем, разорили. Публикуемый ниже текст начертан на древнем холсте, ныне находящемся в Кировоградском областном краеведческом музее, — всего двадцать с трудом читаемых строк (орфография XVIII века приведена в соответствие с современными нормами): «Генерал-аншеф Петр Аврамов сын Текелий нации славено-сербской родился Венгерского королевства в городе Араде 1720-го года. Будучи в римской императорской королевской службе по 1747 год, в том году вступил в российскую императорскую военную службу и, продолжая оную усерднейшим и похвальнейшим образом и отличась мужеством и храбростию во всю Прусскую войну, в польской экспедиции и в двух прошедших турецких походах, при истреблении бывшей Запорожской Сечи и при усмирении бунтующихся разных горских народов, достиг до сего достохвально и знаменитого чина заслужил от её императорского величества. Монаршии благоволении и разные жалование ему императорские ордена, а именно Александра Невского, святого великомученика и победоносца Георгия, святого равноапостольного князя Владимира первой степени и велико-герцогского Голштинского святой Анны. Сего 1792-го года апреля 25 дня в 11-м часу пополунощи на 73-м году от рождения своего скончался».
Безымянный автор биографии Текели в «Русском биографическом словаре А. А. Половцова», характеризуя Текели, как человека, приводит отзыв о нём фельдмаршала Суворова: «Помню, помню,— говорил как-то знаменитый полководец,— сего любезнаго моего сослуживца, усача-гусара и рубаку-наездника, гордившегося сходством с Петром Великим, с портретом которого и умер. Его вздумал один миролюбивый предводитель уклонить по каким-то политическим видам от нападения, но он, сказав ему: „Политыка, политыка, а рубатыся треба“ — бросился на неприятеля, разбил его и, возвратясь к миролюбивому китайцу, произнес: „А що твоя папира?“ Я бы (то есть Суворов) воевал с Текелли без бумаги: он с саблею, а я со штыком». И ещё две черты характера Текели сохранились в памяти современников: великодушие и… болезненная ревнивость: «…в Украине, в народных слоях, рассказывается по преданию, будто Т(екели), вступивший в брак в преклонных годах, сильно ревновал свою молодую, красивую жену и никуда не позволял ей отлучаться; именно с этим случаем связывается происхождение и доныне известной украинской песенки „Ой під вишнею, під черешнею“, кончающуюся адресованными Т(екели) его женою словами: „Ой ти, старий дідуган, ізогнувся як дуга, а я, молоденька, гуляти раденька“».